# تاكويا ماسودا
تاكويا ماسودا (باليابانية: 増田 卓也) (29 يونيو 1989 في هيروشيما في اليابان – )؛ هو لاعب كرة قدم ياباني سابق كان يلعب كحارس مرمى.

## وصلات خارجية
- تاكويا ماسودا على موقع الاتحاد الدولي (مؤرشف)  (الإنجليزية)
- تاكويا ماسودا على موقع رابطة كرة القدم اليابانية للمحترفين (اليابانية)
- تاكويا ماسودا على موقع قاعدة بيانات كرة القدم.إي يو (الإنجليزية)
- تاكويا ماسودا على موقع Soccerway.com (الإنجليزية)
- تاكويا ماسودا على موقع عالم كرة القدم.نت (الإنجليزية)
- تاكويا ماسودا على موقع كووورة
- تاكويا ماسودا على موقع AS.com (الإسبانية)